# 井上豊太郎
井上 豊太郎（いのうえ とよたろう、1861年6月6日（文久元年4月28日） - 1951年（昭和26年）1月13日）は、日本の医学者、眼科医。島根県生まれ。

## 経歴
島根県邇摩郡宅野村（現・大田市仁摩町）に井上柳葊の三男として生まれる。1880年、島根県医学校に入学。1884年に同校を卒業後、1887年、獨逸学協会学校入学。1889年からドイツへ留学し、ベルリン大学やミュンヘン大学などで研鑽を積む。1895年に医学博士の学位を取得。
1896年、帰国して東京眼科病院を開院。1909年、ミュンヘン大学の恩師であるアウグスト・フォン・ロートムントの処方箋を参考に目薬を処方し、信天堂山田安民薬房（現ロート製薬）の山田安民が「ロート目薬」として調製・発売。広告には「井上博士のロート目薬」というキャッチコピーが付けられた。墓所は青山霊園(1イ1-18)。